# Ophiophragmus luetkeni
Ophiophragmus luetkeni is een slangster uit de familie Amphiuridae.
De wetenschappelijke naam van de soort werd in 1872 gepubliceerd door Axel Vilhelm Ljungman.